# Ishkoman
Ishkoman ist ein Hochgebirgstal im Hindukusch und Karakorum in der nordwestlichen Region des Distrikts Ghizer in Pakistan. Ishkoman ist mit dem Yasin-Tal und Chapursan-Tal in Gojal Hunzatal durch einen Hochgebirgs-Pass, dem Ishkoman-Aghost-Pass verbunden.
Das Herrschaft über das Ishkomantal wechselte in der Geschichte mehrmals. Es war unter der Regentschaft des Mehtar (Fürsten) von Chitral, des Maharajas von Kaschmir oder der Rajas von Punyal. Obwohl dünn besiedelt, war Ishkoman von Bedeutung, weil das Tal über einen Hochgebirgspass nach Yarkhun in Chitral und weiter über den Broghol-Pass in den Wakhan-Korridor von Afghanistan führt. Von dort aus führt der Weg weiter nach Tadschikistan. Während der britischen Herrschaft nahmen diese an, dass über Ishkoman eine Invasion aus dem zaristischen Russland nach Indien führen könnte.
Die wichtigsten Dörfer in Ishkoman-Tal sind Chatorkhand, Pakora, Barjungle, Immit, Iskoman, Gunjabad, Bilhanz und Borth.
Hauptsächlich wird in diesem Tal die Sprache Khowar, Wakhi, Shina und Burushaski gesprochen. Brushaski wird hauptsächlich in Barjungle gesprochen, einem Ort, in dem die meisten Einwohner des Tals leben. In diesem Tal leben auch viele Einwohner des Hunza-Tales, die dieses verlassen haben. Sie sprechen Khowar wie auch in den südlichen Dörfern des Ishkomantals und die Sprache Wakhi wird auch in Gojal Hunza, wo der nördliche Ishkoman-Dialekt vorkommt, gesprochen.